# María Baldó
María Baldó i Massanet (Hellín, Albacete, 2 de julio de 1884 - Toulouse, Francia, 17 de febrero de 1964) fue una maestra, feminista, folclorista y política, activa defensora de la igualdad social de la mujer y el republicanismo. Colaboró en publicaciones periódicas, como La Veu de Catalunya, Una vegada, Art jove, Companya, Portantveu del Club Femení i d’esports de Barcelona, La dona catalana, Tramontane (ya en el exilio francés), y fue militante de Esquerra Republicana de Catalunya.
Creadora del primer grupo escolar femenino del Patronato Escolar del Ayuntamiento de Barcelona y la primera directora de la escuela La Farigola de Vallcarca, inaugurada en 1923. También formó parte del Segundo CENU. En 1936 fue presidenta del Lyceum Club de Barcelona. Al final de la Guerra Civil se exilió, con su segundo marido, Luis Torres Ullastre, a Toulouse (Francia), donde murió.

## Biografía
Nacida en Hellín, su familia se trasladó a Cataluña. Con poco más de veinte años, ya hay constancia de diversas actividades como la velada organizada por la escuela de institutrices, donde leyó su trabajo Notas sobre las mujeres del Quijote. Casada muy joven, de su primer matrimonio, en 1909, nació Alfonso Serra i Baldó. En 1910 impartió un curso sobre «Cultura femenina» en el Ateneu Barcelonès, que publicó en forma de libro. El 28 de abril de 1912, publicó el artículo «Sobre la ensenyansa escolar femenina» en la revista Feminal. Más adelante, publicaría El libro del hogar reeditado en varias ocasiones. En 1916, intervino en las conferencias sobre educación femenina, también en el Ateneo, junto a otros ponentes como Leonor Serrano o Dolors Monserdà. 
Como pedagoga, su trayectoria estuvo estrechamente ligada al grupo escolar «Farigola», escuela inaugurada el 27 de marzo de 1922, el primer grupo escolar femenino del Patronato Escolar municipal de la Ciudad Condal, luego rebautizado Escuela La Farigola de Vallcarca. Baldó fue su primera directora y colaboró estrechamente con Manuel Ainaud para conseguir que maestros estatales pudieran ocupar las plazas de los otros nuevos grupos escolares municipales. Asimismo, formó parte del tribunal que seleccionó los maestros. En aquellos meses asumió el Decanato de los Maestros de Barcelona. Baldó también actuó como profesora auxiliar gratuita en la Escuela Normal de Barcelona.
Son muchas las conferencias, también emisiones radiofónicas, que impartió. La literatura y los juegos infantiles por una parte, y la educación de la mujer, por otra, fueron las temáticas más habituales. Pidió la creación de escuelas especializadas para la formación de las mujeres y para la preparación para la maternidad. Durante la década de los treinta se encargó de las «Misiones Pedagógicas» en Cataluña junto con Herminio Almendros. En 1933 aceptó la secretaría del Comité Ejecutivo del Congreso de Educación Social y entró a formar parte del Comité Ejecutivo de la Comisión Organizadora de la Fiesta Femenina de Izquierda. También firmó el «Manifiesto a las mujeres de Cataluña», en julio de 1934, y, el año siguiente, el «Manifiesto intelectual a favor de la libertad y contra el fascismo y en pro de la creación del Frente de Acción para la Defensa de la Cultura». Presidenta del Lyceum Club de Barcelona en el año 1936, fue asimismo vicepresidencia del Comité Ejecutivo de la Unión de Mujeres de Cataluña. Formó parte del CENU (Consejo Escuela Nueva Unificada). A propuesta de este organismo, presidió la Comisión de Adaptación del personal docente de los organismos técnicos de la Generalidad de Cataluña a las necesidades de la guerra. También fue secretaria general de «La mujer en la retaguardia» sección del Comisariado de Propaganda del gobierno catalán. Perdida la causa republicana española, en 1939, el matrimonio Torres-Baldó se exilió a Toulouse. En el barrio viejo, con otros intelectuales y exiliados republicanos como Galí, Sierra Húnter, Rovira i Virgili, Pompeu Fabra, rápidamente se organizaron para continuar la formación intelectual de sus hijos. María Baldó, con la colaboración de su marido, dirigió la residencia de intelectuales exiliados en Toulouse, que dependía directamente de la Fundación Ramon Llull. Su gestión fue muy cuestionada -por autoritaria e intransigente- por diferentes exiliados como el mismo Rovira i Virgili o Ramon Vinyes.

## Obra
- Valor pedagògic del folklore. Art Jove. Revista quincenal. Abril de 1906.
- ¿Llega la mujer a la maternidad con suficiente preparación para dar a la sociedad hijos sanos, fuertes y honrados?, s.d.
- "Sobre l'ensenyansa escolar femenina". Revista Feminal, 28 de abril de 1912.
- "El folklore en la escuela", Revista de Pedagogía, n. 43, p. 292-300, 1925.
- Jocs d’infants. Arxiu Tradicional i Popular, fcs. II  (edición facsímil, Olañeta eds. Palma de Mallorcs, s.a.)
- El libro del hogar. Burgos: Hijos de Santiago Rodríguez (1933).